# Selecció de futbol d'Aragó
La Selecció Aragonesa de Futbol és l'equip nacional de futbol d'Aragó. Com la resta de seleccions de futbol que representen altres Comunitats Autònomes de l'Estat espanyol, la selecció aragonesa no és membre de la FIFA ni de la UEFA i, per tant, no pot participar de manera oficial a torneigs internacionals.
El seu primer partit va ser contra la selecció Valenciana el 1918. Lo primer partit de caràcter internacional va ser contra Xile en desembre de 2006.

## Equip actual
| Pos. | Nom                   | Equip               |
| ---- | --------------------- | ------------------- |
| POR  | Falcón                | SD Huesca           |
| POR  | Rubén Pérez           | Gimnàstic           |
| DEF  | Alfaro                | Racing de Santander |
| DEF  | Arbeloa               | Liverpool FC        |
| DEF  | Chus Herrero          | Real Zaragoza       |
| DEF  | Javier Suarez         | SD Huesca           |
| MIG  | Héctor Bosque         | CE Castelló         |
| MIG  | Victor Bravo          | Atlètic de Madrid B |
| MIG  | Camacho               | SD Huesca           |
| MIG  | Cani                  | Vila-real CF        |
| MIG  | Gibanel               | Ciudad de Murcia    |
| MIG  | Lafita                | Real Zaragoza       |
| MIG  | Rodri                 | SD Huesca           |
| MIG  | Capdevila             | Real Valladolid     |
| MIG  | Soriano               | UD Almería          |
| MIG  | Zapater               | Real Zaragoza       |
| DAV  | Moisés                | Hèrcules CF         |
| DAV  | Miguel Linares Cólera | UD Barbastro        |
| DAV  | Longás                | Real Zaragoza       |
| DAV  | Seba                  | Andorra CF          |

## Resultats
- Aragó - Xile  (28 de desembre de 2006)
- Aragó 5 - 0 Castella i Lleó  (1 de juny de 2002)
- Castella i Lleó 1 - 1 Aragó  (19 de maig de 1998)
- Aragó 1 - 0 Cantàbria  (20 d'abril de 1924)
- Cantàbria 3 - 0 Aragó  (1924)
- País Valencià 3 - 0 Aragó  (1918)
- País Valencià 5 - 0 Aragó  (1918)

## Altres jugadors
| - César Lainez - Joaquín Moso Hernández - Francisco Javier Sánchez Broto - Miguel Alfonso Lobez - Alberto Belsué Arias - Rubén Gracia Calmache (Cani) - Luis Carlos Cuartero Laforga - Daniel Aso Ferrer - Rafael Riaño Torrecilla - Pablo Alfaro Armengot |  | - Jesús García Sanjuán - Luis Milla Aspas - Javier Monforte Rubio - Jorge Pina Roldán - José Manuel Rodriguez Romeo (Rodri) - Fernando Soriano Marco - Joaquín Sorribas Ariño - Francisco García Ruiz - Jesús Hernández Seba - Daniel Pérez Rodriguez (Txiki) |